# Phoenicircus
Genre
Synonymes
- Phoenicercus[2]

Phoenicircus est un genre d'oiseaux de la famille des Cotingidae.

## Liste des espèces
Selon la classification de référence du Congrès ornithologique international (version 7.3, 2017) :
- Phoenicircus carnifex (Linnaeus, 1758)
- Phoenicircus nigricollis Swainson, 1832